# Cochabamba (distrito)
Cochabamba é um distrito peruano localizado na Província de Huaraz, departamento Ancash. Sua capital é a cidade de Cochabamba.

## Transporte
O distrito de Cochabamba não é servido pelo sistema de estradas terrestres do Peru.